# Премьер-министр Канады
Премье́р-мини́стр Кана́ды (англ. Prime Minister of Canada, фр. Premier ministre du Canada) — глава канадского правительства, по обыкновению является главой политической партии, обладающей наибольшим числом кресел в Палате общин Канады. Премьер-министр пожизненно носит титул Достопочтенный (англ. The Right Honourable).
Предыдущим премьер-министром был Джастин Трюдо; с 4 ноября 2015 до 14 марта 2025 года, он был 23-м премьер-министром со времени образования конфедерации.
Премьер-министром может быть любой канадский гражданин, обладающий избирательным правом (то есть в возрасте от 18 лет). По обычаю премьер-министр является также депутатом, заседающим в Палате общин, хотя двое премьер-министров правили, будучи выходцами из Сената: это сэр Джон Джозеф Колдуэлл Эббот и сэр Макензи Боуэлл, действующий премьер-министр Марк Карни не является депутатом (предполагается , что он выдвинется на выборах 2025 года) . Если премьер-министру не удаётся получить кресло, второстепенный депутат в неоспоримом[уточнить] округе обыкновенно подаёт в отставку для начала частичных выборов и выставления на них премьер-министром своей кандидатуры и получения кресла. Однако, если глава партии власти уходит в отставку чуть раньше выборов, а новый глава — не депутат, последний обычно ждёт проведения всеобщих выборов до того, как получить кресло в Палате общин. Например, Джон Тёрнер недолгое время являлся премьер-министром в 1984 году, не являясь депутатом Палаты общин; по иронии судьбы он получил кресло на выборах, которые отстранили его от власти. Официальное местожительство премьер-министра — аллея Сассекс, 24 в Оттаве (Онтарио). Там жили все премьер-министры, начиная с Луи Сен-Лорана в 1951 году. Премьер-министр имеет также второе местожительство на озере Харрингтон в парке Гатино около Оттавы.
Когда-то существовала традиция, по которой монарх жаловал канадскому премьер-министру рыцарский титул. Таким образом, некоторые из них имеют титул «сэр» (восемь первых премьер-министров, лишь Александр Макензи отказался стать рыцарем). После решения Никла в 1919 году канадским гражданам стало запрещено получать британские дворянские титулы; последним премьер-министром, произведённым в рыцари, является Роберт Лэрд Борден, находившийся у власти, когда было принято решение Никла.

## Срок полномочий
Премьер-министр не имеет постоянного по продолжительности срока полномочий. Премьер-министр должен подать в отставку только тогда, когда партия оппозиции получает большинство кресел в Палате общин. Если его партия теряет вотум доверия, премьер-министр может подать в отставку (позволяя другой партии формировать правительство), но чаще всего он просит генерал-губернатора распустить парламент и назначить всеобщие выборы. Если всеобщие выборы дают большинство кресел партии оппозиции, премьер-министр, полномочия которого истекли, может попытаться получить поддержку другой партии для сохранения власти или подать в отставку и позволить партии, получившей больше всего кресел, формировать правительство. В новейшее время обычно применяется последний вариант, но это не является обязательным конституционным правилом.
Выборы депутатов в Палату общин (всеобщие выборы) объявляются не позднее чем через пять лет (кроме случаев войны или восстания) после последних всеобщих выборов; однако премьер-министр может просить генерал-губернатора объявить выборы в любой момент. Ни один генерал-губернатор не отказывал такой просьбе с 1926 (см. дело Кинга — Бинга). Обыкновенно, когда у власти правящее большинство, выборы проходят каждые 3 с половиной года — 5 лет. Если власть у правящего меньшинства, вотум недоверия в Палате общин может привести к скорым выборам (9 месяцев в случае с правительством меньшинства Джо Кларка в 1979—1980).

## Роль и права
Принимая во внимание, что премьер-министр в любом случае является членом правительства Канады, обладающим наибольшей властью, его или её иногда ошибочно называют главой государства Канада. Главой канадского государства является Карл III, король Канады, представленный генерал-губернатором Канады. Премьер-министр является главой правительства.
В канадской конституции пост премьер-министра Канады не упоминается нигде, кроме недавно добавленного условия, обязывающего его встречаться с премьер-министрами провинций. В современной Канаде, однако, к его ответственности широко относятся обязанности, которые конституция устанавливает как находящиеся в ведении генерал-губернатора (действующего в качестве фиктивного деятеля). Должность, обязанности, ответственности и полномочия премьер-министра Канады были установлены во время канадской конфедерации по примеру существовавшего поста премьер-министра Соединённого королевства. Со временем роль премьер-министра Канады совершила эволюцию, получая всё больше и больше власти.
Премьер-министр играет важную роль в большей части законодательства, принимаемого Парламентом Канады. Большинство канадских законов берут своё начало в Кабинете министров Канады, корпусе, назначаемом премьер-министром, главным образом, из депутатов своей собственной партии. Кабинет министров должен иметь «единодушное» согласие по всем решениям, которые им принимаются, но на практике именно премьер-министр решает, достигнуто ли единодушие. Депутат, избранный в Палату общин Канады, по обыкновению следует жёсткой дисциплине своей партии, и голосование вопреки линии партии может иметь серьёзные последствия вплоть до исключения из партии. Большинство голосований в Палате общин трактуются как вотумы доверия, рождающие климат политической солидарности из стратегической необходимости.
Премьер-министр (и его кабинет) по существу контролирует назначения на следующие посты:
- все члены совета министров;
- вакантные кресла в Верховном суде Канады;
- вакантные кресла в Сенате Канады;
- все лица, управляющие компаниями короны, которых премьер-министр в любой момент может заменить;
- все послы в зарубежные страны;
- генерал-губернатор Канады;
- 10 лейтенант-губернаторов канадских провинций и три комиссара канадских территорий;
- более 3100 других правительственных постов; большинство из этих назначений делегируются членам его кабинета.

О тех, кто обладает де-факто широкой властью над Канадскими вооружёнными силами, см. одноимённую статью.
Это значительное упрочение полномочий в Кабинете премьер-министра (КПМ) приписывается бывшему премьер-министру Пьеру Трюдо, хотя эволюция в этом смысле наблюдается на протяжении всей канадской истории. КПМ включает политических и административных служащих премьер-министра, нанимаемых полностью по усмотрению премьер-министра. КПМ имеет значительное влияние при создании координации сообщений с другими лицами политической арены, а также с центральной машиной партии. Его положительным действием может быть продуктивный парламент, но он порождает, в свою очередь, и законную критику за слишком централизованную власть в правительствах большинства и КПМ.

## Критика Кабинета премьер-министра
Недавно некоторые канадцы и некоторые депутаты начали раздумывать о полномочиях, которые Конституция Канады приписывает премьер-министру. В частности, их цель — найти средство изменения ослабевшей роли депутатов, избранных в Палату общин, создать парламентский комитет для пересмотра назначений в Верховный суд и отменить или радикально реформировать Сенат. В книге The Friendly Dictatorship (Дружелюбная диктатура), опубликованной в 2001, летописец государственных дел Джеффри Симпсон показывал потенциальные угрозы, перечисляя то, что, как он утверждает, свидетельствует о почти абсолютной власти, предоставленной премьер-министру.
У власти премьер-министра есть границы. Возмущение кабинета министров или закрытого собрания членов политической партии довольно быстро свергнет премьер-министра, и даже угроза возмущения может заставить премьер-министра подать в отставку, как и случилось с Жаном Кретьеном в 2003. Премьер-министр также ограничен и так ослабленным Сенатом. Сенат может навязывать законопроектам отсрочки и препятствия, что и произошло, когда Брайан Малруни ввёл Налог на продукты и услуги (НПУ). В большинстве случаев конфликты произошли потому, что в Сенате господствовали члены, назначенные предыдущими правительствами. Вышеупомянутые премьер-министры быстро изменяли состав Сената в свою сторону градом сенаторских назначений для обеспечения прохождения своих законопроектов.
Наиболее часто представляемый аргумент в пользу премьер-министра связан с федеральной структурой страны. Канада — одна из наиболее децентрализованных федераций в мире, и провинциальные премьер-министры имеют много власти. Провинциальными премьер-министрами должны быть одобрены конституционные изменения, и с ними должны советоваться при любой новой инициативе в их сфере полномочий, включая некоторые важные сектора, как, например, здравоохранение и просвещение. В свете таких региональных сил, как квебекское сепаратистское движение, некоторые утверждают, что необходим государственный противовес для нейтрализации этого давления.

## Ныне живущие бывшие премьер-министры
В настоящее время живы 6 бывших премьер-министров Канады. Они представлены в хронологическом порядке:
| Имя           | Срок полномочий | Дата рождения   |
| ------------- | --------------- | --------------- |
| Джо Кларк     | 1979—1980       | 5 июня 1939     |
| Ким Кэмпбелл  | 1993            | 10 марта 1947   |
| Жан Кретьен   | 1993—2003       | 11 января 1934  |
| Пол Мартин    | 2003—2006       | 28 августа 1938 |
| Стивен Харпер | 2006—2015       | 30 апреля 1959  |
| Джастин Трюдо | 2015—2025       | 25 декабря 1971 |